# Evangelische Kirche (Römershausen)

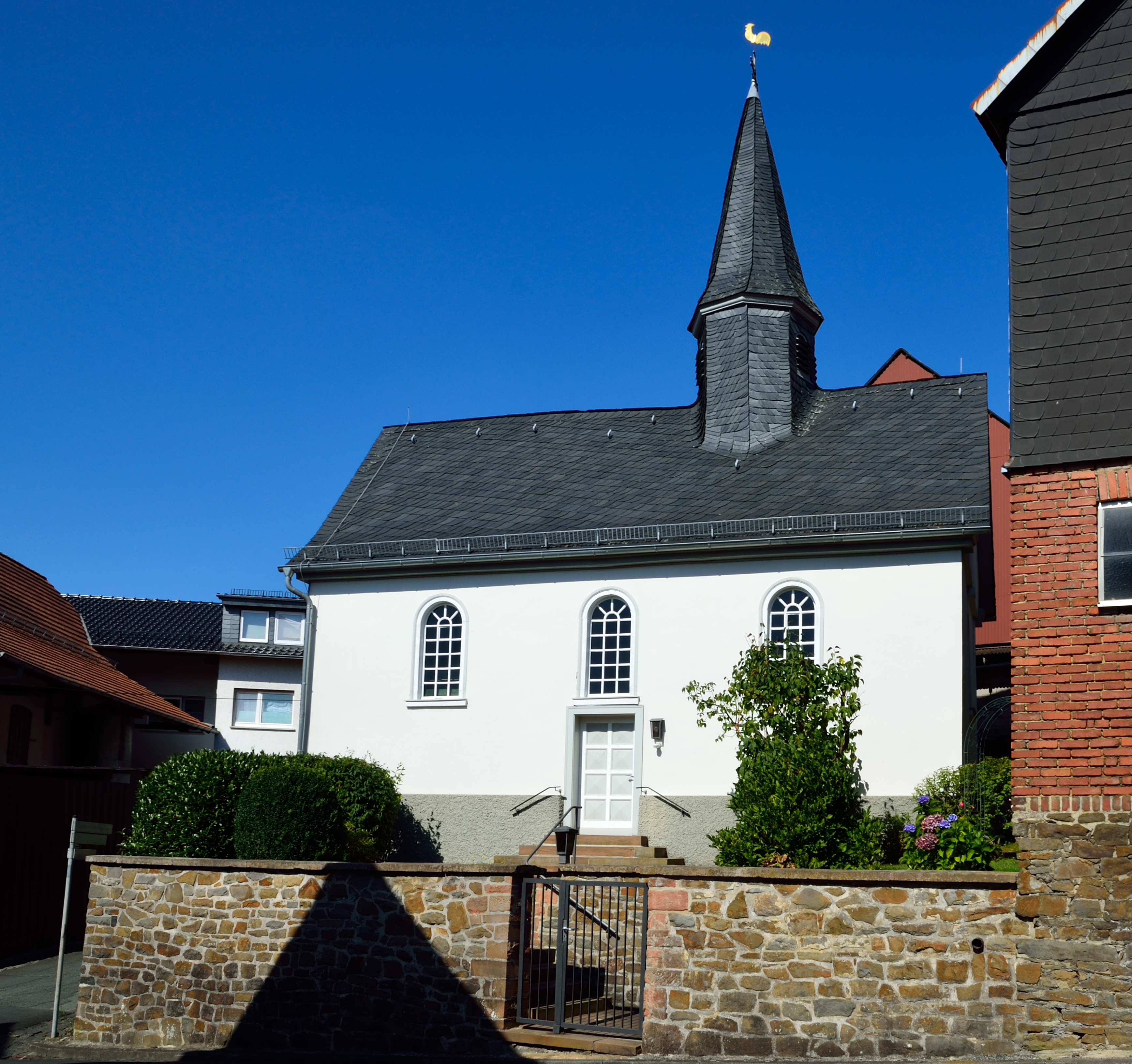
Kirche von Süden

Die Evangelische Kirche ist ein Saalbau aus dem Jahr 1856 in Römershausen im Hessischen Hinterland. Die Vorgängerkirche des 17. Jahrhunderts wurde im Stil des Klassizismus nach Westen mit Rundbogenfenstern und Dachreiter erweitert. Das kleine, denkmalgeschützte Gotteshaus prägt das Ortsbild.

## Geschichte

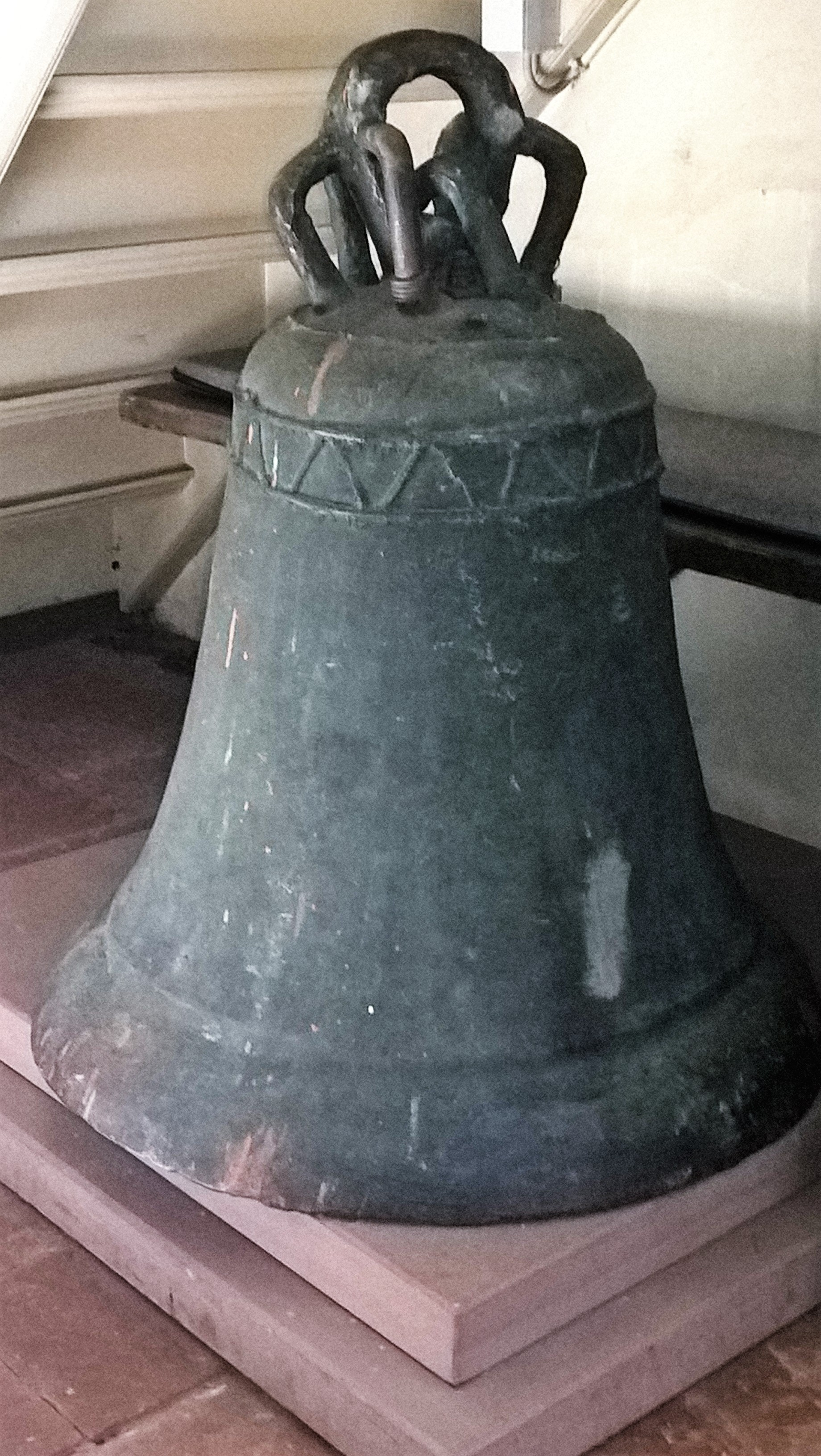
Glocke des 13. Jahrhunderts aus dem Vorgängerbau

Eine Kirche in Römershausen wird urkundlich erstmals 1354 genannt. Die erhaltene Glocke aus dem 13. Jahrhundert ist ein weiterer Hinweis auf eine mittelalterliche Ortskirche. In kirchlicher Hinsicht gehörte Römershausen im ausgehenden Mittelalter zum Sendbezirk und Diakonat von Gladenbach im Archidiakonat St. Stephan in der Erzdiözese Mainz. Die Filialkirche Römershausen war nach Gladenbach eingepfarrt. Mit Einführung der Reformation in Gladenbach wurde Römershausen ab 1526 ebenfalls evangelisch. Im Jahr 1606 folgte ein Wechsel zum reformierten Bekenntnis, um 1624 wieder zum lutherischen zurückzukehren.
Über die weitere Baugeschichte bis zum 19. Jahrhundert ist kaum etwas bekannt, da die betreffenden Dokumente entweder nichts über die bauliche Gestalt der Kirche aussagen oder im Zweiten Weltkrieg verloren gingen. Die heutige Kirche wurde 1856 als Erweiterung einer älteren Kapelle des 17. Jahrhunderts errichtet. Architekt war Kreisbaumeister Georg Sonnemann, der 1843–1847 Schloss Biedenkopf umbaute, 1848 die Kirche in Frechenhausen und 1858 die Schule in Hartenrod (die spätere Kirche) baute. Im Jahr 1904 wurde Römershausen zur selbstständigen Pfarrei erhoben und von Gladenbach abgetrennt.
Eine umfangreiche Innenrenovierung fand im Jahr 1964 statt und eine Außensanierung 2003. In diesem Zuge wurde die Spitze des Dachreiters erneuert und das Dach neu verschiefert.
Die evangelisch-lutherische Kirchengemeinde gehört zum Evangelischen Dekanat Biedenkopf-Gladenbach in der Propstei Nord-Nassau in der Evangelischen Kirche in Hessen und Nassau.

## Architektur
Die in etwa geostete Kirche ist etwas nordöstlich des alten Dorfzentrums aus weiß verputztem Bruchsteinmauerwerk in Hanglage errichtet. Nur der hohe westliche Sockelbereich, der unmittelbar an die angrenzende Straße heranreicht, ist vom Verputz ausgespart. Die westliche Schmalseite ist ansonsten verschiefert. Die Kirche in Römershausen ist eine der letzten Kirchen des Klassizismus im Großherzogtum Hessen.

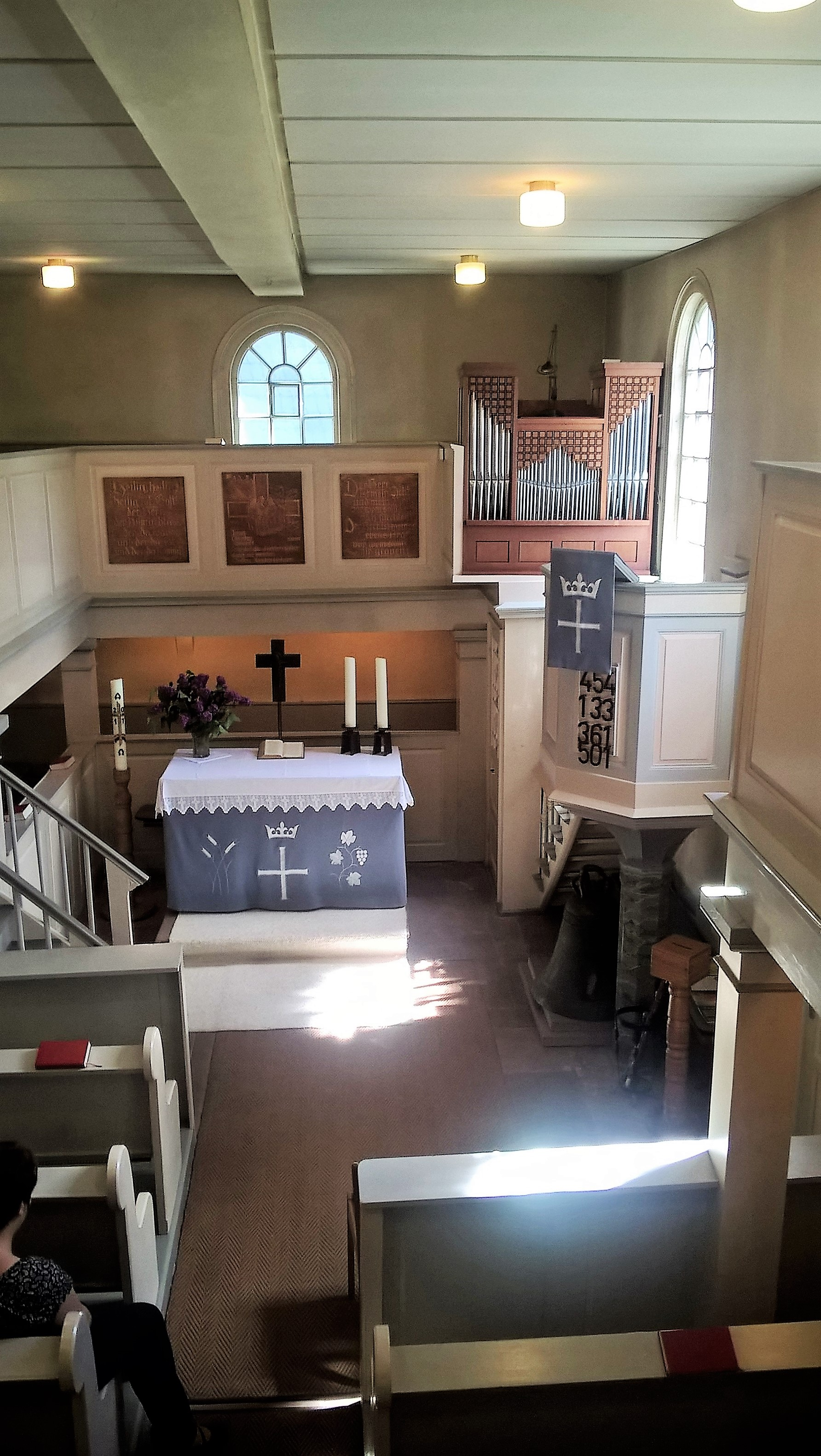
Innenraum mit Blick nach Osten

Die Kirche auf rechteckigem Grundriss ist symmetrisch konzipiert. Drei Rundbogenfenster mit Sprossengliederung an der Südseite und je eins an den Schmalseiten und der Nordseite belichten den Innenraum, der von einem mittig angebrachten, rechteckigen Südportal erschlossen wird. Das Gebäude wird von einem Satteldach bedeckt, dem etwas nach Osten versetzt ein achtseitiger, vollständig verschindelter Dachreiter aufgesetzt ist. Dieser beherbergt ein Zweiergeläut. Eine größere Glocke goss die Firma Rincker im Jahr 1952 (Schlagton es2, 135 kg). Sie trägt die Inschrift „O Land, Land, höre des Herrn Wort / Den Gefallenen der Weltkriege 1914–1918 / 1939–1945“. Da die alte Glocke (Schlagton c2) gesprungen und nicht zu reparieren war, wurde sie 1989 unterhalb der Kanzel aufgestellt und im selben Jahr durch eine kleinere Rincker-Glocke ersetzt (Schlagton f2, 107 kg). Ihre Inschrift lautet: „Vom Aufgang der Sonne bis zu ihrem Niedergang sei gelobt der Name des Herrn.“ (Ps 113,3 ). Der oktogonale Spitzhelm mit kleinen rundbogigen Schallöffnungen wird von einem verzierten schmiedeeisernen Kreuz und einem vergoldeten Wetterhahn bekrönt.

## Innenausstattung

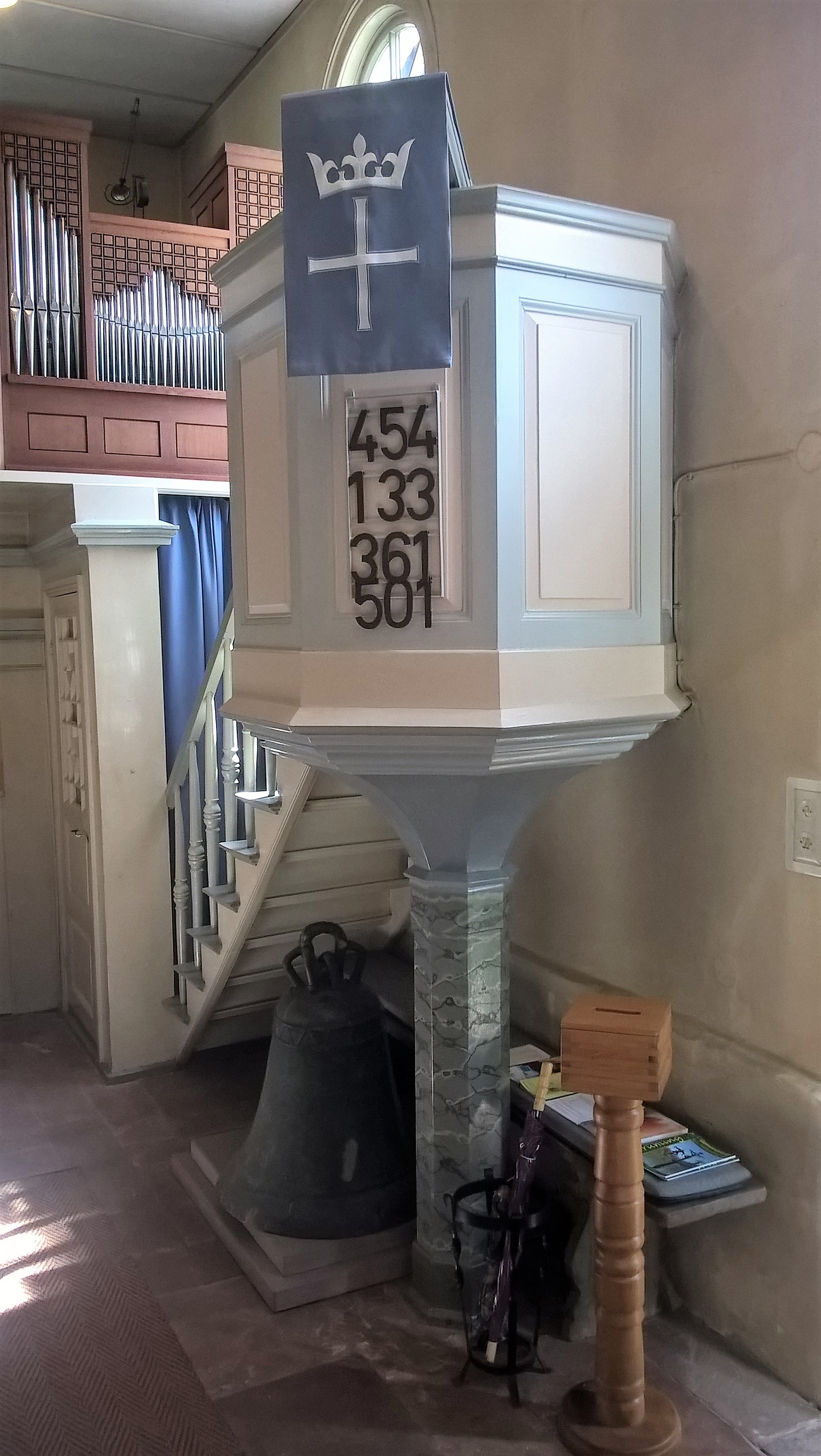
Bauzeitliche Kanzel

Der Innenraum wird von einer Flachdecke abgeschlossen, die auf einem Längsunterzug ruht. Die einheitliche Kirchenausstattung in weißer und hellblauer Fassung ist weitgehend bauzeitlich.
Die hölzerne, dreieinhalbseitig umlaufende Empore mit schlichten kassettierten Brüstungsfeldern ruht auf vierkantigen Holzpfosten. An der Ostseite sind drei Kupferplatten an der Brüstung angebracht, die als Reliefs Bibelverse tragen, links Offb 4,8 , in der Mitte Mt 5,9  unter einer Menschengruppe vor einem halben Kreuz und rechts Ps 27,1 . Der portalförmige Zugang zur Empore an der Nordseite hat einen Rundbogen mit vergoldetem Schnitzwerk in den Zwickeln.
Der Blockaltar, der auf einem Podest erhöht steht, trägt ein gusseisernes Altarkreuz und zwei bronzene Kerzenleuchter, die 1946 nach Entwürfen von Hans Dinnendahl gestaltet wurden. Die umlaufende Inschrift um den Korpus lautet: „Durch sein Sterben hat er unseren Tod vernichtet und durch seine Auferstehung neues Leben uns erworben.“
Die hölzerne polygonale Kanzel an der Südseite wird von einer achtseitigen, marmoriert bemalten Stütze getragen. Sie hat kassettierte Kanzelfelder und ein umlaufendes Kranzgesims. Ein Pfarrstuhl in der Südostecke unterhalb der Orgel gewährt den Treppenaufgang zur Kanzel. Das schlichte Kirchengestühl mit geschwungenen Wangen lässt einen Mittelgang frei.

## Orgel

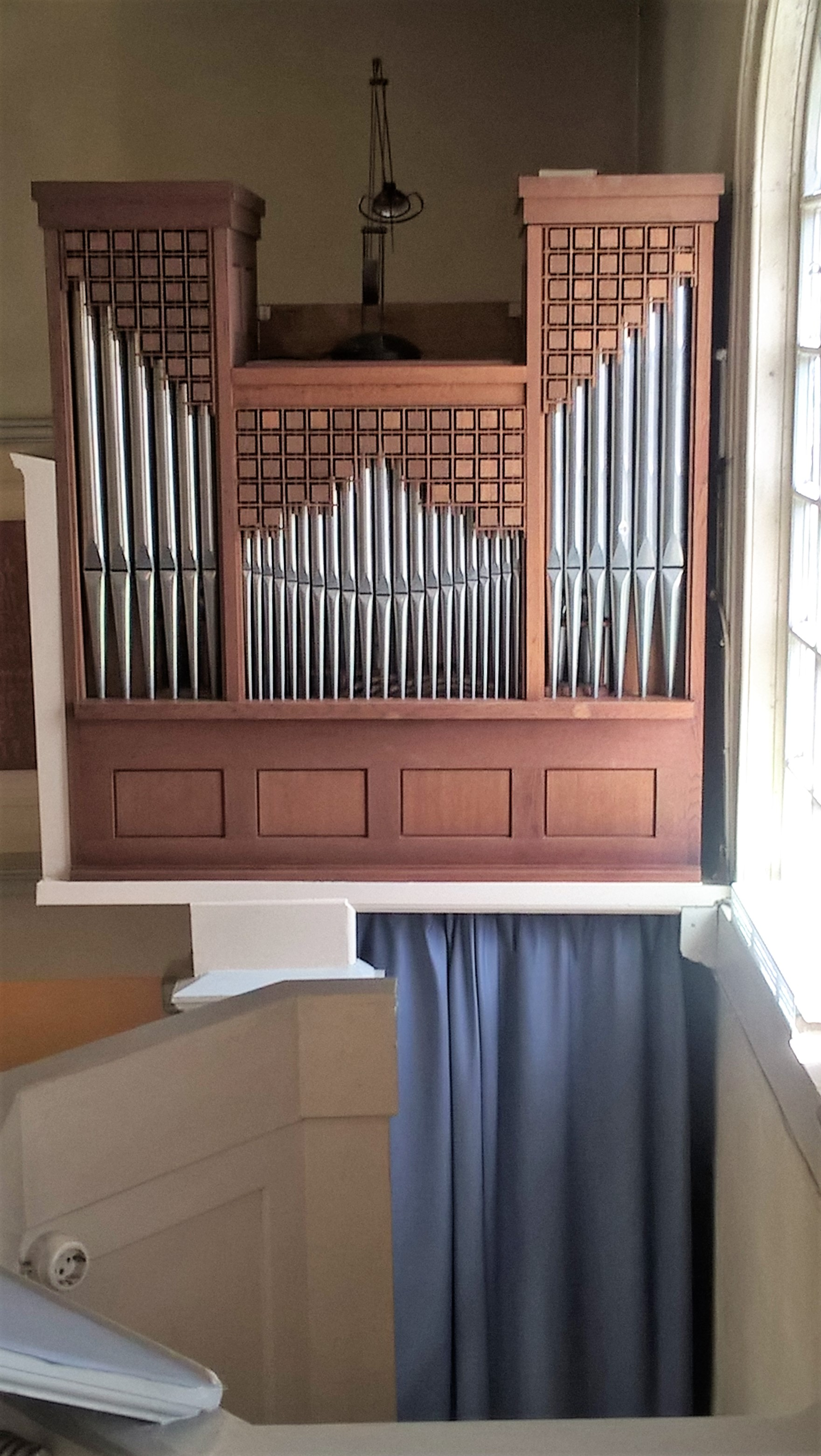
Becker-Orgel von 1955

Eine im Jahr 1900 „neue Orgel“ kann ein Harmonium bezeichnen. Die heutige Brüstungsorgel in der Südostecke baute Klaus Becker im Jahr 1965. Im dreiteiligen Flachprospekt steht der Prinzipal 2′ in einem niedrigen quadratischen Mittelfeld, das von zwei Hochrechtfeldern flankiert wird. Das Instrument hat drei Register auf einem Manual ohne Pedal. Es verfügt über eine Schleiflade mit einer rein mechanischen Traktur. Die Orgel weist folgende Disposition auf, die dem typischen Dispositionsentwurf eines Positivs entspricht:
| Manual C–f3 |    |
| Gedackt     | 8′ |
| Rohrflöte   | 4′ |
| Prinzipal   | 2′ |